# Oost-Anatolische Breuk

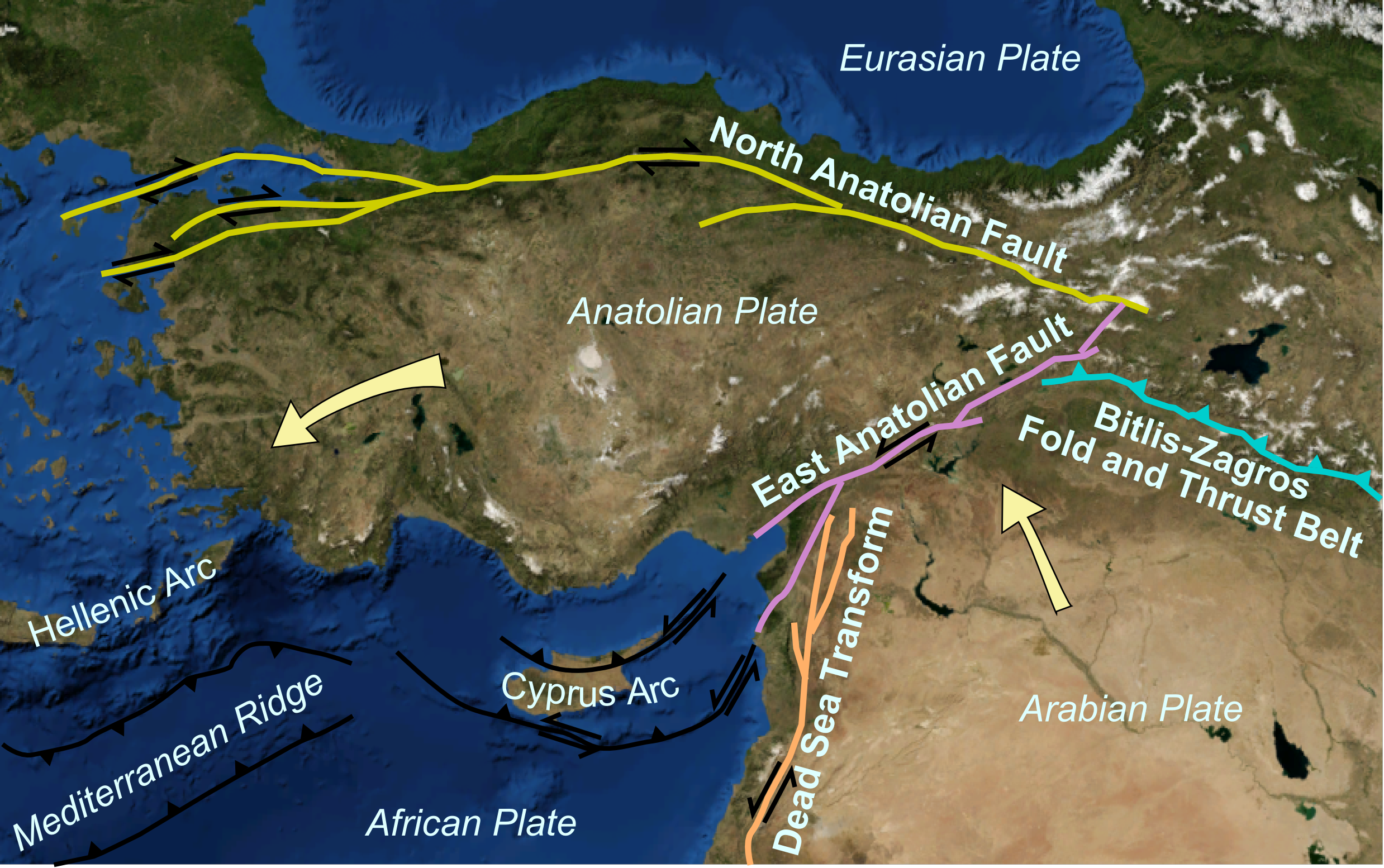
Schematische weergave van de tektonische situatie in het noordoostelijke Middellandse Zeegebied: de Oost-Anatolische breuklijn is paars gekleurd, de pijlen tonen de bewegingsrichting van de Anatolische en Arabische platen ten opzichte van de Euraziatische plaat.

De Oost-Anatolische Breuk, ook wel Oost-Anatolische Breukzone, is een 550 tot 700 km lange transforme plaatgrens langs de zuidoostelijke rand van de Anatolische Plaat, in het oosten van Turkije. In deze breukzone beweegt de Arabische Plaat noordwaarts tegen de Anatolische plaat die —ingeklemd tussen de Euraziatische Plaat in het noorden en de Afrikaanse Plaat in het zuiden— westwaarts wordt weggedrukt met een snelheid van ongeveer 6 à 10 millimeter per jaar.
De Oost-Anatolische breuk werd voor het eerst in 1969 beschreven en in 1972 in kaart gebracht. De exacte lengte van de breukzone is nog onderwerp van wetenschappelijk debat. Ook de ouderdom is nog niet eenduidig vastgesteld, maar de vorming ervan wordt ruwweg gedateerd op het einde van het Mioceen of het begin van het Plioceen.

## Beschrijving
De breukzone vormt de plaatgrens van de Anatolische en Arabische platen. Het strekt zich uit van Karlıova in zuidwestelijke richting naar Antakya of Türkoğlu Bij Çelikhan splitst het zich in een noordelijke en een zuidelijke tak. De zuidelijke tak reikt tot de Dode Zee-transformbreuklijn bij Türkoğlu. of Antakya. Het noordoostelijke uiteinde van de Oost-Anatolische breuklijn reikt tot de Noord-Anatolische Breuk, bij het drieplatenpunt waar de Anatolische, Arabische en Euraziatische platen samenkomen.
De breukzone vormt geen aaneengesloten breuklijn, maar bestaat uit vijf tot zes segmenten die van elkaar gescheiden zijn door rekzones (zoals het Hazarmeer bij Elazığ) en  opheffingszones. Parallel aan de hoofdlijnen lopen kleinere noord-zuid georienteerde breuklijnen met oost-west lopende splitsingen.
Een model dat van zes segmenten uitgaat, vernoemt deze naar plaatsen in elk segment: Karlıova, Ilıca, Palu, Pütürge, Erkenek en Pazarcık.
Net als in de Noord-Anatolische Breuk, komen aardbevingen vaak voor in de Oost-Anatolische breukzone. Recente zware aardbevingen vonden er plaats in 1998 (Ceyhan), 2003 (Bingöl), 2010 (Elazığ), 2020 (Elazığ). Zeer zware bevingen, zoals die van 2023 (Gaziantep) komen minder vaak voor. De voorlaatste keer was dat in november 1114 (Maraş-Antiochië), destijds eveneens met een geschatte magnitude van 7,8.